# توسعه با کاربری ترکیبی

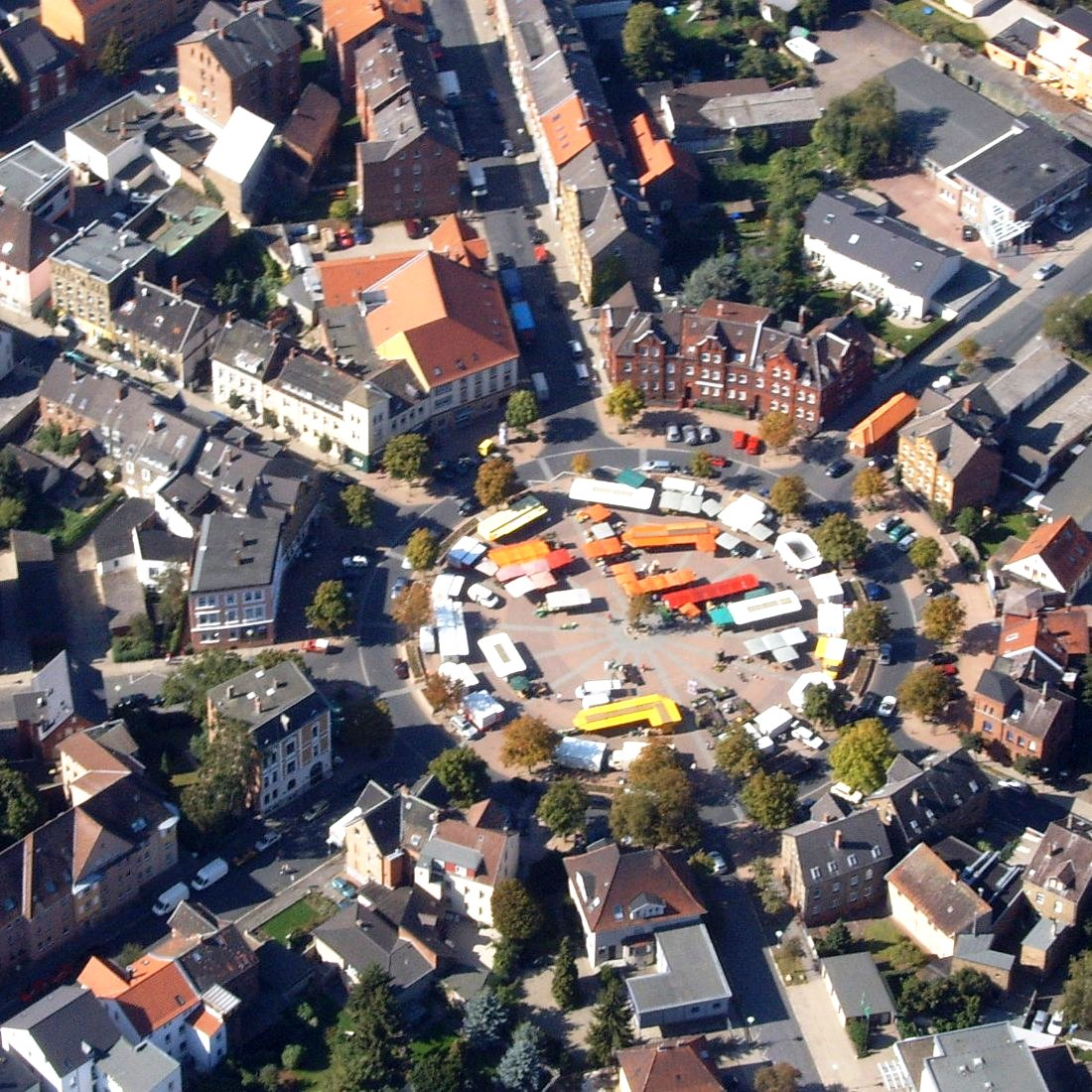
توسعه با کاربری ترکیبی یا توسعه با استفاده ترکیبی

توسعه با کاربری ترکیبی یا توسعه با استفاده ترکیبی (انگلیسی: Mixed-use development) نوعی توسعه املاک و مستغلات، طراحی شهری، برنامه‌ریزی شهری و/یا یک نوع منطقه‌بندی است که کاربری‌های متعدد مانند مسکونی، تجاری، فرهنگی، سازمانی، یا سرگرمی، در یک فضا، که در آن این عملکردها تا حدی از نظر فیزیکی و عملکردی یکپارچه هستند، و ارتباطات عابران پیاده را فراهم می‌کند. توسعه با کاربری مختلط ممکن است برای یک ساختمان واحد، یک بلوک یا محله، یا در سیاست منطقه‌بندی در کل شهر یا سایر واحدهای اداری اعمال شود. این پروژه‌ها ممکن است توسط یک توسعه دهنده خصوصی، سازمان (شبه) دولتی یا ترکیبی از آنها تکمیل شود. توسعه با کاربری مختلط ممکن است ساخت و ساز جدید، استفاده مجدد از یک ساختمان موجود یا سایت براون فیلد یا ترکیبی باشد.